# F-1 (航空機)
三菱 F-1
第6飛行隊所属機（267号機）
- 用途：支援戦闘機
- 分類：戦闘爆撃機
- 製造者：三菱重工業
- 運用者： 日本（航空自衛隊）
- 初飛行：1975年6月3日（FS-T2改）
- 生産数：77機
- 運用開始：1977年9月
- 退役：2006年3月9日
- 運用状況：全機退役
- ユニットコスト：約27億円（平均）
- 原型機：T-2

F-1（エフワン/エフいち）は、日本の三菱重工業が開発した第3世代ジェット戦闘機。同社のT-2高等練習機の発展型であり、航空自衛隊で支援戦闘機（事実上の攻撃機または戦闘爆撃機）として運用された。量産1号機の初飛行は1977年（昭和52年）で、同年より部隊配備を開始した。その後、後継機であるF-2の配備が進み、2006年（平成18年）3月9日に全機が退役した。

## 概要
三菱重工業が製造したT-2高等練習機を発展させた第3世代ジェット戦闘機であり、第二次世界大戦終結後に日本が初めて独自開発した戦闘機でもあった。航空自衛隊では支援戦闘機と分類しているが、能力的には攻撃機ないし戦闘爆撃機と称されるべき機体であり、ジェーン年鑑 (Jane's All the World's Aircraft) では"close support fighter"と称している。また日本という四方を海に囲まれた島国の防衛のため、初期段階から空対艦ミサイルとの組み合わせによる対艦攻撃が想定され、国産の80式空対艦誘導弾（ASM-1）の搭載能力を有していた。
T-2をもとにした試作機である特別仕様機（FS-T2改）が1975年6月3日、量産型1号機が1977年6月16日にそれぞれ初飛行を行った。総計77機が製造され、三沢基地の第3飛行隊と第8飛行隊、築城基地の第6飛行隊に配備された。空対艦ミサイルによる対艦攻撃や高精度の爆撃による対地支援では期待されていた一方、機動性の低さから、要撃任務など空中戦闘機動での不安も抱えていた。
後継となるF-2の開発遅延もあって長く現役にとどまったが、2006年（平成18年）に築城基地の第6飛行隊に配備されていた最後の機体が退役し、運用を終了した。

## 来歴

### XT-2の開発

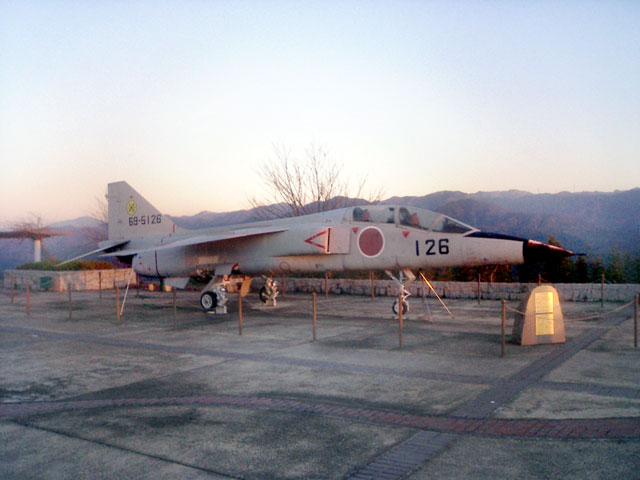
T-2高等練習機

航空自衛隊では、全国で待機態勢をとるために、13個飛行隊の戦闘機が必要であると算出しており、このうちの3個は、着陸又は上陸する侵攻部隊に対する海上又は地上での阻止攻撃を任務とする支援戦闘機部隊とされていた。この戦闘爆撃機としては、F-104の導入に伴って余剰になったF-86Fが充当されてきたが、老朽化に伴って、遠からず退役することになっていた。第2次F-Xとして、1969年にはF-4EJが選定されたものの、これでF-86Fが退役した穴を埋めるには予算が足りない上に、国会での議論を受けて、爆撃計算機能が削除されており、戦闘爆撃機としての機能は低下していた。
1967年より、火器管制レーダーを搭載した超音速機であるF-104の乗員を育成するための高等練習機として、T-2の開発が進められていたが、開発側では、練習機だけでは生産数が少なくコストが上昇することから、これを元に支援戦闘機に転用し、生産数を増やして単価を低減するという案を抱いていた。また用兵側としても、これを武装化した場合、搭載量としてはF-4EJには及ばないものの、現用のF-86Fよりは遥かに上回り、また戦闘機開発能力の涵養にも繋がることから、T-2を元にした支援戦闘機を開発してF-4とハイ・ロー・ミックス運用とすることが構想されるようになった。これにより、T-2は「F-86Fの後継機として戦技訓練が可能で支援戦闘の潜在能力をもち、かつ超音速飛行の能力を有する練習機」として、支援戦闘機への発展を前提に設計されることになった。

### FS-T2改への発展

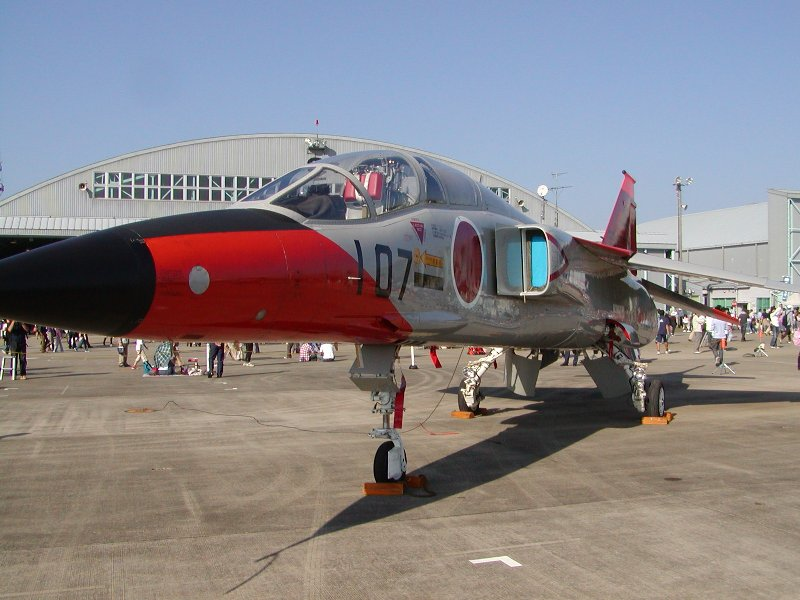
T-2特別仕様機（#107号機）

1971年12月15日にXT-2一号機が納入され、開発が一段落すると、T-2を元に支援戦闘機の試作機に改造する設計作業が開始された。この支援戦闘機型はFS-T2改と呼称されており、1972年6月に航空幕僚長から要求性能が上申され、7月24日の装備審議会で基本要目を決定、10月9日の国防会議で装備方針が正式に決定された。
なお、T-2の開発にあたっては、もともとアメリカ製のT-38を採用する予定であったものを、技術研究本部の守屋富次郎本部長の運動もあって、松野防衛庁長官の指示により、航空自衛隊の反対を排して国産開発に変更されたという経緯があったが、その後も、F-1の量産決定に至るまで、国産機ではなくT-38/F-5を採用するべきであるという圧力を受け続けた。1972年10月の第4次防衛力整備計画決定直前の国防会議議員懇談会でも、F-5Eへの変更を主張する意見が出た。これに対し、政府側は、既に購入が開始されているT-2練習機との相互運用性や日本の国土への適合性に優れ、またレーダーや爆撃照準装置を備えており性能面でも優れることを説明して理解を得た。その後、F-4EJで削除された爆撃照準機能を本機が備えていることが問題視されたが、こちらは航続距離の短さのために周辺諸国への脅威とはならないことを説明して理解を得た。
1973年3月末、三菱重工業にシステム設計、三菱電機に火器管制装置（FCS）が発注されて、年度明け早々から作業が始まった。設計にあたっては、極力、T-2との共通化が配慮されており、モックアップはコクピットや外部搭載物周りの最小限に留めて、1973年5月には細部設計に入った。同年3月に契約されたT-2の第1次契約のうち、T-2量産2号機（#106）および3号機（#107）はFS-T2の飛行試験用テストベッド機とされており、このシステム設計で作成された図面による特別仕様機として製作された。1975年6月3日に107号機、6月7日には106号機が初飛行して、1975年7月末より航空実験団による飛行試験が開始された。1976年3月までに213ソーティのフライトが実施され、その成果は「FS-T2改技術的試験・実用試験報告書」としてまとめられた。装備審議会を経て、1976年11月12日に防衛庁長官の部隊使用承認が下され、名称も「F-1」と改められた。

## 設計
上記の経緯より、本機の設計の多くはT-2のものが踏襲されており、飛行特性はT-2のものをほぼそのまま受け継いでいる。多彩な装備にもかかわらず整備性はよく、機体のトラブルで墜落したことのない、信頼性の高い支援戦闘機であった。
なおF-1/T-2は、外見的には英仏共同開発のジャギュア攻撃機との類似が指摘されるが、内部構造は大きく異なっており、設計思想においてはむしろF-104の影響が大きかった。

### 機体構造

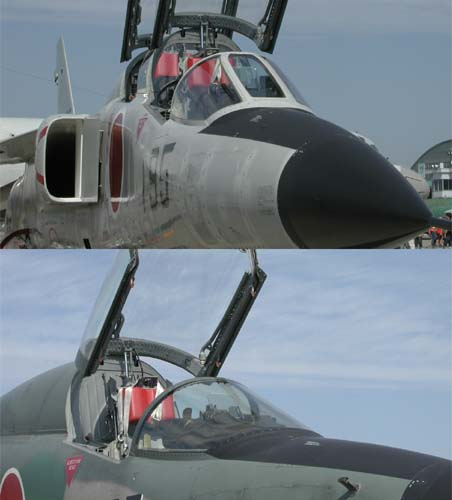
T-2（上）とF-1（下）の風防対比

胴体の基本構造は、強力縦通材 (Longeron) と円框で構成される通常のモノコック構造を採用している。機首には火器管制レーダーのアンテナを収容するFRP製のレドームが設けられており、その直後は電子機器や液体酸素コンバータなどの収容スペースとなっている。
その後方には与圧式のコクピットが配置されている。風防は、当初はT-2と同様の三分割式のものが用いられていたが、後に強度の高いポリカーボネートによるワンピース型に換装された。射出座席はゼロ高度・ゼロ速度で脱出可能なダイセルのES-7Jが採用された。T-2で後席とされていた部分は電子機器室とされており、この部分はキャノピーではなく金属製の外板とされている。なおこの配置では、操縦席後方が隆起しており後方視界を大きく阻害することから、設計段階では、むしろ後席を残して前席部分を電子機器室とすることも検討されたものの、T-2からの設計変更がかなり大規模になることから、棄却された。
クリップド・デルタ型の主翼は高翼配置とされており、9度の下反角が付されている。後退角を付して翼面荷重が高い主翼はT-2で採用されたものであったが、支援戦闘機として低空を高速で飛行するのにも適した特性であった。その一方で、優れた超音速性能を狙って小さく、断面も非常に薄いものとなっており、主翼内に燃料タンクを設置できず、燃料搭載量が少なくなったため、ドロップ式の増槽220ガロン（833リットル）のものを胴体下に1個、左右両翼下に各1個の最大3個を機外に搭載して対応した。水平尾翼は下方向に15度の角がついている全遊動式で、前縁はエンジン排気やミサイル火炎からの耐熱のためチタニウム合金が用いられている。
T-2/F-1の横操縦には、MU-2以来の三菱重工製航空機に用いられている全スポイラー方式が用いられており、補助翼を廃してスポイラーを用いることで、低速から高速、大迎え角まで良好な舵の利きを確保している。その反面、高速時の旋回に難があり、翼端流の発生により旋回をすると速度が低下してしまう。
使用材料の比率は下記の通りであった。
- アルミニウム合金 - 66.5%
- 鋼 - 17.9%
- チタン合金 - 8.7%
- マグネシウム合金 - 0.3%

また本機では、対地攻撃用に用いられることを想定して、迷彩塗装が導入された。上空から発見されにくくするため、機体上面と側面は緑の濃淡と茶の迷彩、下面は地上から発見されにくい空と交じり合う明るい灰色という配色である。これは米空軍やNATOの迷彩方法を参考に、F-86F 3機に対して、日本の風土条件にあった3種類の塗装を施して比較検討した成果を踏まえたものであった。

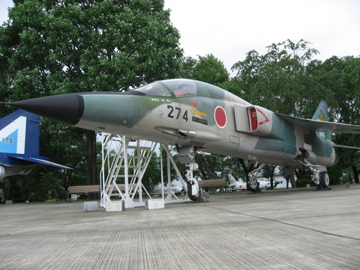
F-1（百里基地の展示機）
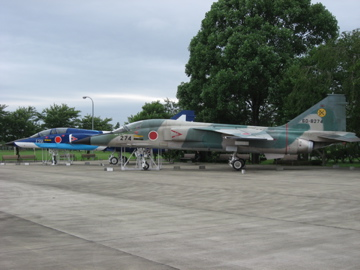
T-2（ブルーインパルス仕様機）とF-1

### エンジン

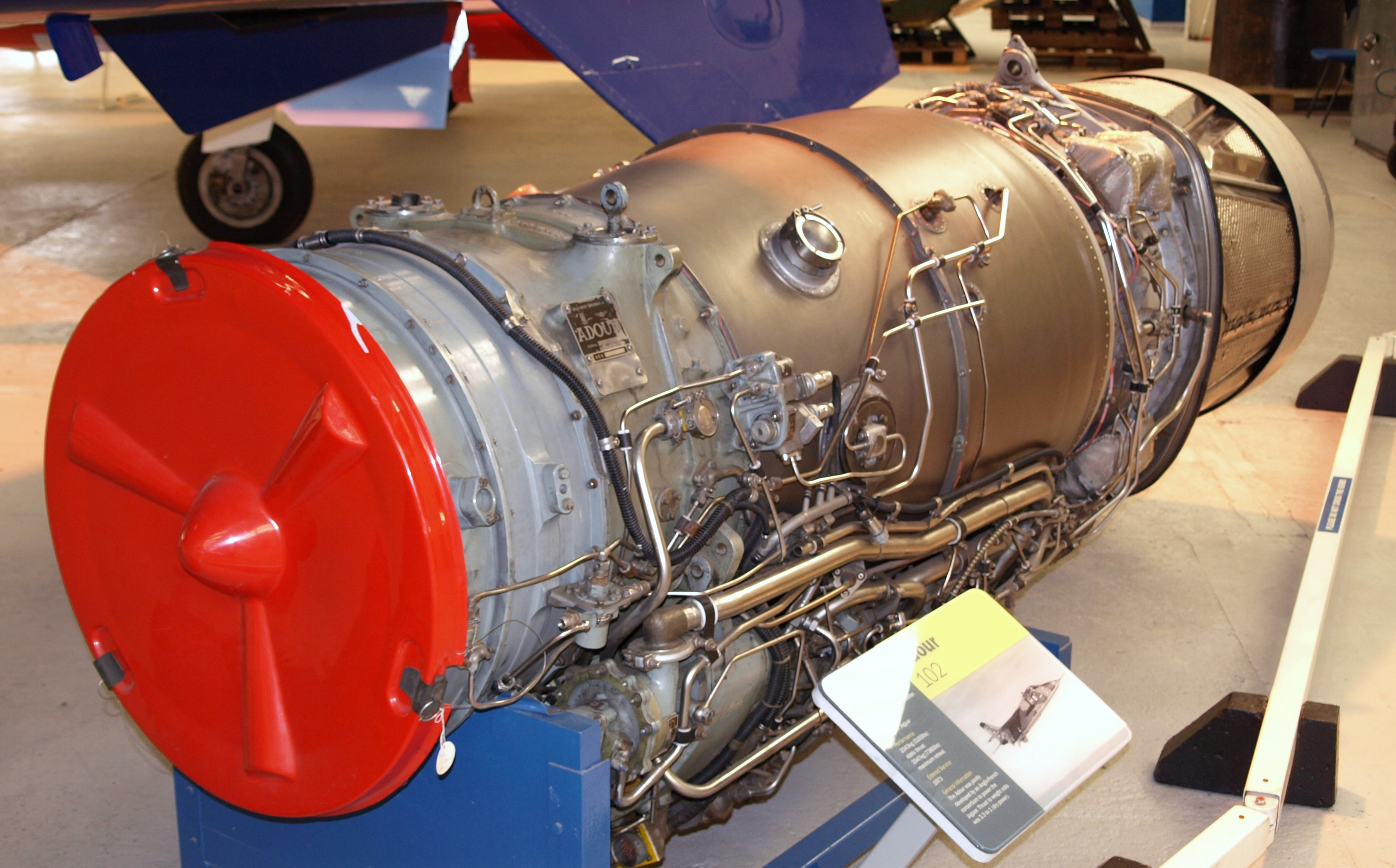
アドーアMk102

エンジンも、T-2と同様にロールス・ロイス/チュルボメカ製アドーアRT.172 Mk102を石川島播磨重工がライセンス生産したTF40-IHI-801Aターボファンエンジンが搭載された。T-2の開発にあたっては、途中でゼネラル・エレクトリック J79やGE1/J1も俎上に載せられたものの、結局、当初予定通りにアドーアが採用されたという経緯があった。低空でのミッションを重視する支援戦闘機として考えると、飛行プロファイルが類似するジャギュア攻撃機に搭載されたアドーアであれば特性的に適合するのに対し、J79は高空・高マッハで推力が急増する特性があり、これを搭載する場合、飛行プロファイルを要撃機に近いものに改訂する必要があった。またGE1も、支援戦闘機の飛行プロファイルには必ずしも適合しないうえに、この時点で未完成で搭載機もないなど不確定要素が大きかったため、アドーアが採用されたものであった。
しかしジャギュアは攻撃機であったのに対し、F-1は支援戦闘機として、平時にはスクランブル（対領空侵犯措置）などにも従事しており、特に空中戦闘機動におけるエンジンの推力不足が重大問題となった。アメリカ空軍のF-16と異機種間空戦訓練 (DACT) を行う際には2機のF-16に対して3機のF-1であたるのが通例であったが、戦術面の工夫で撃墜を得る例もあったとはいえ、基本的には常に劣勢を強いられており、アメリカ側から「3機のF-1を相手にしても得るものがなく、6機にしてほしい」との要望を受けたこともあった。また構造上、アフターバーナーを使用する際のスロットル操作に微妙な制限があり、パイロットの負担となった。
アドーアは開発後間もないエンジンであり、頻繁に改良や設計変更が行われたこともあって、サポート面でも多くの困難が生じた。ジャギュアとは運用も異なることもあって、日本特有の不具合も発生したことから、石川島播磨重工では、ロールス・ロイスとも協議しながら日本独自の改善策を講じて問題を解決していった。また生産性についても、同社流に改善して大幅にコストダウンしたものも多かった。これらの経験は、その後、F-15Jのプラット・アンド・ホイットニー F100、F-2のゼネラル・エレクトリック F110のライセンス生産でも活かされた。

## 装備

### 電装
電子機器については、T-2と比して大きく変更されており、下記のような機器が追加ないし変更されている。
- J/AWG-12 火器管制システム (FCS)
- J/ASQ-1 管制計算装置
- J/ASN-1 慣性航法装置 (INS)
- J/AWA-1 対艦ミサイル管制装置（ASM-1対応）
- J/APN-44 電波高度計
- J/A24G-3 対気諸元計算装置（ADC）
- J/APR-3 レーダー警戒警報装置 (RHAWS)

J/AWG-12火器管制システム (FCS) は、T-2の後期型で搭載されたJ/AWG-11火器管制レーダーの改良型を中核として、97JP-1改光学照準器を連接したものである。使用周波数はKuバンド、アンテナはスロットアンテナをアンテナ素子としたプレーナアレイ式という主要諸元は踏襲されたが、グラウンドマッピングやASMモードなどが追加された。ASMモードは、空対艦ミサイル（ASM）の運用のため、ペンシルビームによって遠距離を集中的に捜索するもので、最大探知距離は、レーダー反射断面積（RCS）数千平方メートルの艦船に対して最大40海里（約72 km）程度とされている。ただし本レーダーは単なるパルスレーダーであり、クラッター排除能力を持たないため、実運用での探知距離はもっと短くなるものとみられている。
J/AWG-12のほか、J/ASN-1やJ/APN-44、J/A24G-3と連接されて射撃計算を担当するのがJ/ASQ-1管制計算装置であった。特にそのデジタルコンピュータは、F-4EJとの対比において、技術的に注目されたところであった。無誘導爆弾については弾着点連続計算（CCIP）と投下点連続計算（CCRP）の2つの攻撃モードがあり、非常に爆撃精度が高く、共同訓練で地上標的に連続で直撃させて米軍関係者を驚嘆させたこともあった。特にCCIPでの弾着精度は良好であったが、予算上の理由から爆弾用のモードしかなかったことから、ロケット弾や機銃にも適用できるように、部隊レベルで基盤が自作された。
T-2では照準機能だけに使用されていた光学照準器はHUDにアップグレードされた。また自動操縦装置（AFCS）の搭載は、一度は予算の都合で断念されたものの、運用試験を踏まえて昭和54年度より低高度・高速飛行用に初の国産システムとして開発が開始された。昭和60年度にC-9契約の272号機から採用され、他の機体にもIRANの際に順次に搭載されていった。
電子戦支援のため、F-4EJに採用されたJ/APR-2をもとにしたJ/APR-3レーダー警報受信機が搭載されており、機首側面と垂直尾翼先端に受信用アンテナが装備されて、T-2との外見上の相違点になっている。電波妨害装置（ECM）の搭載もプロビジョンとして計画されていたが、実現しなかった。またチャフやフレアも搭載されず、スピードブレーキにチャフを挟み込むという原始的な手法に頼らざるを得なかった。
装備品に占める国内開発品の割合（金額比）は56.5％、ライセンス生産品が41.8％、輸入品が1.7％であった。

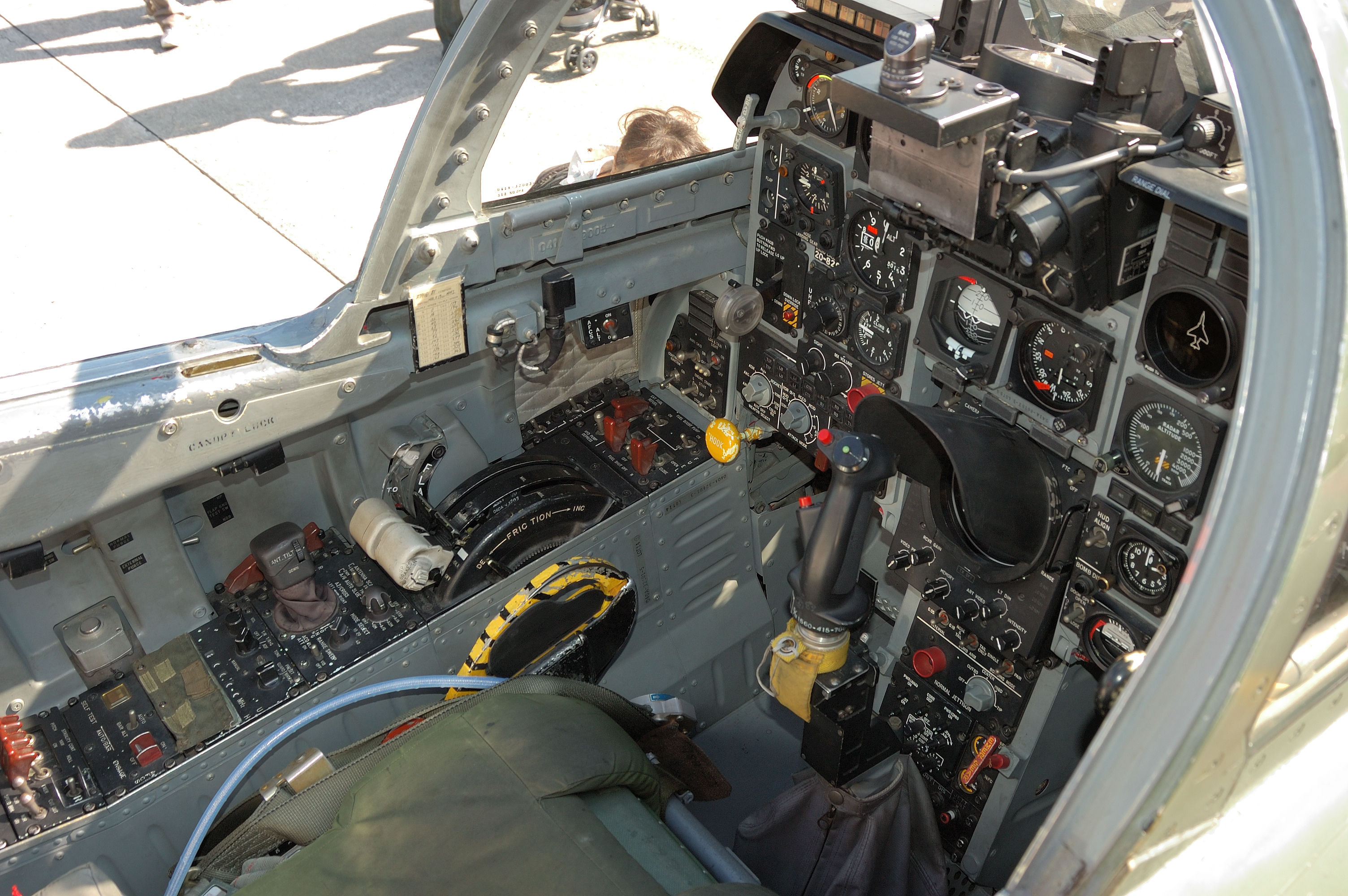
コクピット（264号機）
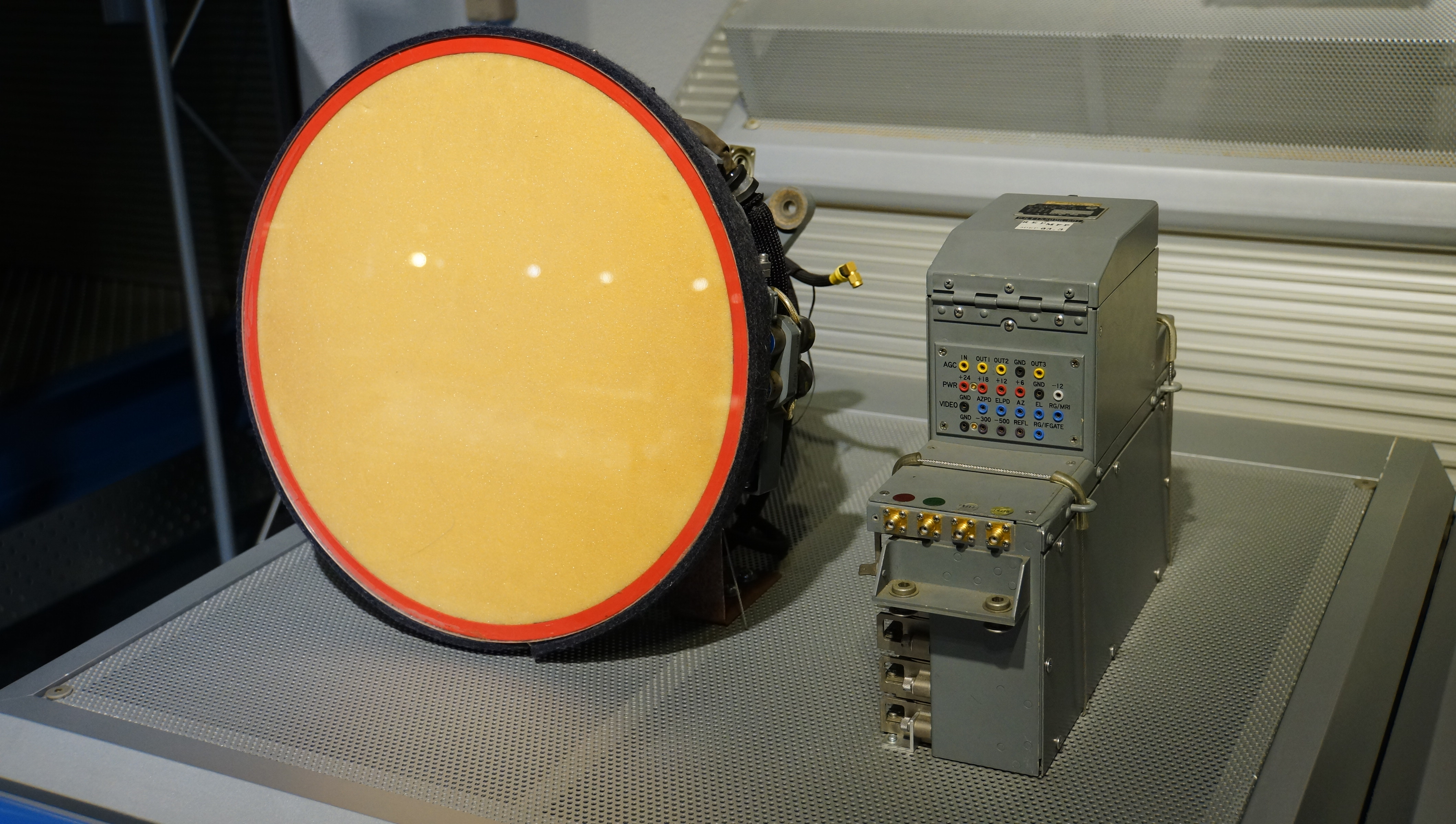
J/AWG-12 レーダーアンテナ及びシンクロナイザ

### 兵装
機首の左下方にJM61A1 20mmバルカン砲1基（弾数750発）を固定装備するほか、胴体下部中央に1つ、両翼下に2つずつ、両翼端に1つずつ計7ヶ所のハードポイントを備え、下記のような様々な武装を搭載できた。
空対艦ミサイル
対艦兵器として80式空対艦誘導弾（ASM-1）を両翼下に各1発ずつ、合計2発を搭載できる。これはF-1とほぼ平行して開発された国産の空対艦ミサイル（対艦誘導弾）であった。また後に、一部の機体は発展型の93式空対艦誘導弾（ASM-2）の搭載にも対応したが、本機ではその性能を生かせないことから、実際に搭載された例は極めて少なかった。
航空機搭載爆弾
無誘導爆弾としては、JM117 750ポンド爆弾またはCBU-87/B クラスター爆弾であれば5発、Mk.82 500ポンド爆弾であれば計12発を搭載可能であった。ただし実際には、増槽を搭載するため、全てのハードポイントに兵装を搭載することはなかった。
また後に、JM117ないしMk.82に91式爆弾用誘導装置（GCS-1）を装着して赤外線誘導の誘導爆弾にできるようになると、本機にはその運用能力も付与され、J/ASQ-1管制計算装置にはRCCD（Release point computing with continuous data）とRCIDの2つの攻撃モードが追加された。これによって諸元は自動で取り込まれ算出されるようになったため、目標取り込みを手動で行う必要があるF-4EJ改よりも優れた爆撃精度を発揮できると言われている。
空対空ミサイル
上記の通り、本機は支援戦闘機として平時のスクランブル（対領空侵犯措置）に従事し、また対艦攻撃・対地支援中の自衛戦闘も想定されたことから、赤外線誘導の空対空ミサイルも搭載された。当初はAIM-9Bや国産の69式空対空誘導弾（AAM-1）などが主流だったが、後にAIM-9EやAIM-9Pが使用されるようになり、最終的にはAIM-9Lが搭載された。翼端の専用のステーションのほか、主翼外舷の2ヶ所のハードポイントを含めて、最大で4発を搭載できた。
ロケット弾
ロケット弾ポッドは、ハイドラ70ロケット弾×19発を収めるJ/LAU-3や、127ミリ×4発のRL-4、70ミリ×7発のRL-7のいずれかを翼下に4基搭載できた。
なお、代表的なミッション・プロファイルと、その時の戦闘行動半径は下記の通りであった。
- 要撃戦闘 - AAM×2、20mm弾200発、増槽なし…150海里（約280 km）[10]
- 対地支援 - 750ポンド爆弾×2、20mm弾750発、増槽×2…300海里（約560 km）[10]
- 対艦攻撃 - ASM×2、増槽×1[注 8]…300海里（約560 km）

## 諸元・性能
出典: Taylor 1982, pp. 152–153; 赤塚 2006
諸元
- 乗員: 1名
- 全長: 17.85 m (ピトー管含む)
- 全高: 4.45 m
- 翼幅: 7.88 m (翼端ランチャー含まず)
- 翼面積: 21.17 m2 (主翼)
- 空虚重量: 6,358 kg （14,017 lbs）
- 最大離陸重量: 13,674 kg （30,146 lbs）
- 動力: IHI TF40-IHI-801A アフターバーナー付ターボファン
  - ドライ推力: 2,320 kgf （5,115 lbf） × 2
  - アフターバーナー使用時推力: 3,310 kgf （7,305 lbf） × 2
- 内部燃料搭載量：1,028 gal (3,891 L)

性能
- 最大速度: マッハ1.6 （650ノット） ※高度36,000 ft
- 失速速度: 217 km/h （117ノット）
- フェリー飛行時航続距離: 2,600 km （1,400海里） ※増槽3個搭載
- 実用上昇限度: 15,240 m （50,000 ft）
- 離陸滑走距離: 853 m （2,800 ft; 対地訓練形態）
- 着陸滑走距離: 549 m （1,800 ft; 空対空訓練形態）

武装
- 固定武装: JM61A1 20mmバルカン砲×1門（750発）[16]
- ハードポイント: 7ヶ所（翼端含む）最大搭載量 2,720 kg
  - 空対空ミサイル：AIM-9 サイドワインダー
  - 空対艦ミサイル：80式空対艦誘導弾（ASM-1）
  - 爆弾：Mk.82 500ポンド爆弾, JM117 750ポンド爆弾, CBU-87/B クラスター爆弾
  - ロケット弾：70mm・127mmロケット弾用ポッド

## 運用史

### 調達
第4次防衛力整備計画（4次防）の原案では4個飛行隊126機を予定していたが、1972年8月の修正で3個飛行隊分96機に圧縮され、更に最終段階で1個飛行隊分は次期防に持ち越しとされたため、1972年10月の閣議決定では68機の購入となった。また当初は昭和48年度でのスタートを予定していた量産第1次計画は、オイルショックを受けた自主削減で先送りとなり、やっと昭和50年度より着手された。量産1号機 (#70-8201) は1977年（昭和52年）2月25日にロールアウト、6月16日に初飛行し、9月16日に納入され、三沢基地の第3飛行隊に配備された。1979年3月30日からはアラート任務を開始し、4月4日には初のスクランブルを実施している。
続いて1979年6月から1980年2月にかけて第8飛行隊、1980年3月から1981年2月にかけて築城基地の第6飛行隊が機種転換を完了したが、4個目の飛行隊は財務当局の反対で実現しなかった。昭和54年度以降も予備機の生産が継続されたのち、1987年（昭和62年）3月9日に最終77号機が納入され、生産が終了した。

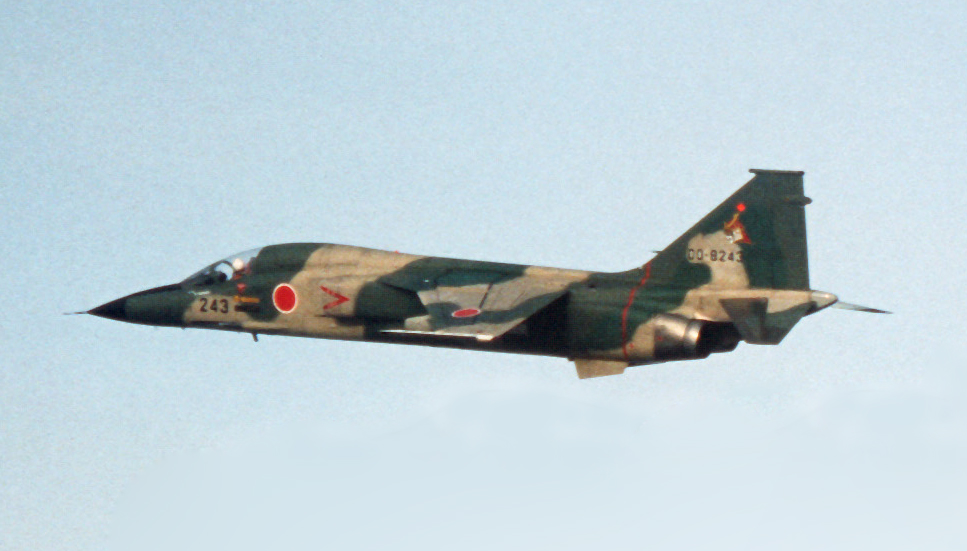
第3飛行隊所属機（1984年）
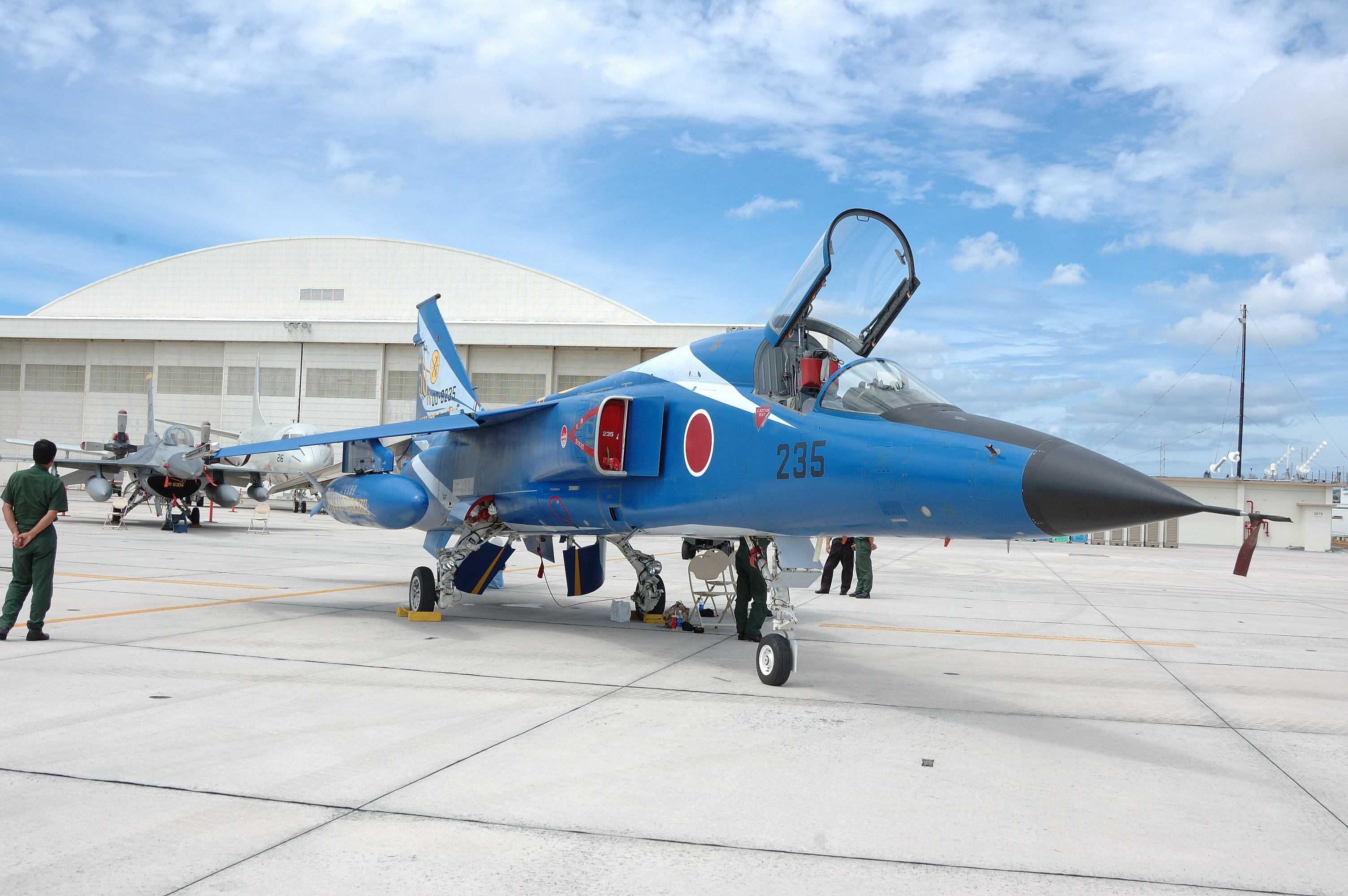
航空自衛隊創立50周年記念塗装機（235号機、嘉手納基地で撮影）

### 退役
最初期計画では平成2年度より最初の飛行隊の更新が必要と見積もられていたが、これでは次期支援戦闘機 (FS-X) の国産化に間に合わないことから、再検討が実施された。この結果、強度再検討による疲労耐用時間の延長と、オイルショックによる年間飛行時間の短縮の影響により、更新は平成9年度からでよいことになり、FS-X国産開発のための時間が得られることになった。これによって開発されたのがF-2であり、1995年10月7日に試作1号機が初飛行した。
しかしF-2の開発難航によって部隊配備は2年以上遅延しており、本機の老朽化に伴って機材のやりくりがつかなくなっていったため、F-1飛行隊のうち第8飛行隊には代替機としてF-4EJ改が割り当てられることになり、1997年3月に機種改変した。その後、2000年9月よりF-2量産機の引き渡しが開始され、逐次納入されていった。2001年3月14日には第3飛行隊のF-1がラストフライトを実施、第6飛行隊にも2004年8月よりF-2の配備が開始され、2005年10月頃にはF-1よりもF-2のほうが多くなった。そして2006年3月9日、6機によるラストフライトが行われたが、このとき編隊の先頭を務めた飛行隊長髙部2佐は、この飛行によって、F-1単一機種としては最大の3,733飛行時間を達成した。そして3月18日にF-1任務完了式が行われた。

退役記念塗装が施された267号機
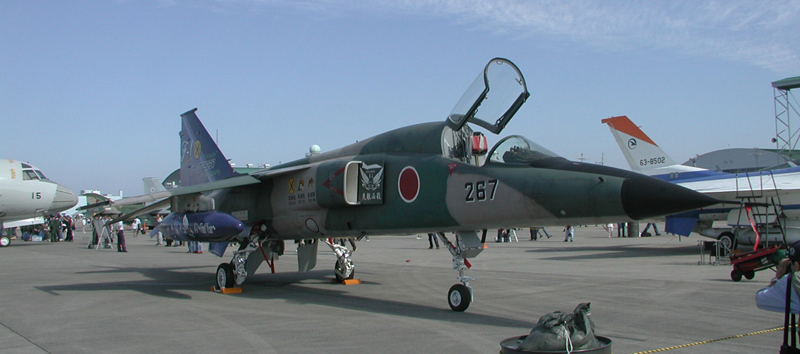
右舷前方からの写真
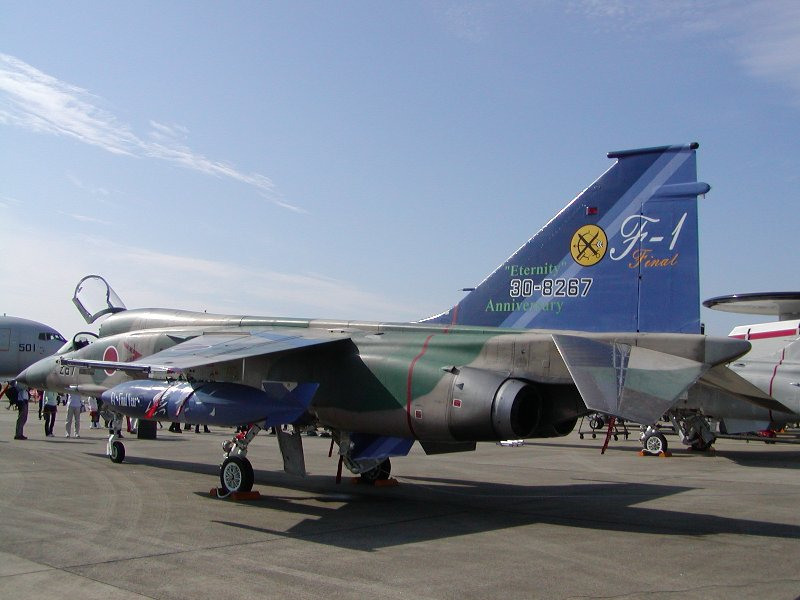
左舷後方からの写真。垂直尾翼に「F-1 Final」の文字が読める

### 事故
1998年（平成10年）8月25日夜、第3航空団のF-1支援戦闘機が岩手県沖を3機編隊で訓練中、編隊長のA二等空尉（当時29歳）とB二等空尉（当時29歳）の2機が墜落した。A二尉は飛行時間2000時間超、B二尉も1500時間超の中堅パイロットであり、B二尉は築城基地の第8航空団所属で訓練に参加していた。僚機は三沢基地に帰還後「火の玉が見えた」と報告した。
その後遺体が回収され、A・B両名とも1階級特別昇任し、8月29日に葬儀が行われた。同年9月2日より訓練が再開され9月13日の三沢基地航空祭も実施されたが、10月上旬にF-4EJ戦闘機が墜落する事故が発生したため、三沢市長が抗議する事態となった。さらに翌年1月には米軍のF-16が墜落事故を起こしている。